# NGC 3161
NGC 3161 ist eine elliptische Galaxie mit aktivem Galaxienkern vom Hubble-Typ E2 im Sternbild Kleiner Löwe am Nordsternhimmel. Sie ist schätzungsweise 281 Millionen Lichtjahre von der Milchstraße entfernt und hat einen Durchmesser von etwa 65.000 Lj.

Im selben Himmelsareal befinden sich u. a. die Galaxien NGC 3151, NGC 3158, NGC 3159, NGC 3163.
Das Objekt wurde am 1. Februar 1886 von Guillaume Bigourdan entdeckt.